# Kostel svatého Vavřince (Rakšice)
Kostel svatého Vavřince je římskokatolický chrám v Rakšicích, čtvrti města Moravský Krumlov v okrese Znojmo. Je chráněn jako kulturní památka České republiky.

## Historie
Kostel byl pravděpodobně založen řádem křižovníků s červenou hvězdou ve 13. století, odborná literatura však uvádí původ kostela až kolem roku 1500. Zvláštností kostela je asi 3 m vysoká kamenná schránka na hostie se znakem křižovníků. V roce 2005 prošla stavba rekonstrukcí a bylo zbudováno noční osvětlení. Tvoří přirozený komplex s křížem a sochou sv. Jana Nepomuckého.
Kostel představuje archektonicky hodnotnou gotickou stavbu bez výraznějších pozdějších zásahů, která tvoří dominantu obce Jde o filiální kostel farnosti Moravský Krumlov.